# Фейн, Эдуард
Георг Эдуард Фейн (нем. Eduard Fein; 22 сентября 1813, Брауншвейг — 28 октября 1858, Лютерштадт-Айслебен) — немецкий правовед, юрист, педагог, доктор права, профессор римского права в университетах Цюриха, Иены и Тюбингена. Представитель Исторической школы права.

## Биография
Сын генерального директора Вестфальских государственных владений и бывшего мэра Гельмштедта. Брат политика Георга Фейна.
С 1829 года обучался в Брауншвейгской технической школе. С 1831 года изучал право в университета Гейдельберге, где среди его учителей был Антон Фридрих Юстус Тибо.
В 1833 году получил степень доктора права в Гейдельберге. Затем работал юристом в Брауншвейге до 1838 года, прежде чем решил продолжить университетскую карьеру. Фейн вернулся в Гейдельберг, какое-то время был сотрудником правоведа Фридриха Карла фон Савиньи в Берлине. В 1844 году Фейн был назначен на должность профессора римского права в Цюрихском университете. В 1845 году перешел в Йенский университет, а в 1852 году — в Тюбингенский университет. Он работал там до своей ранней смерти в возрасте всего 45 лет.
Умер от болезни лёгких.

## Избранные труды
- «Das Recht der Kollation» (Гейдельб., 1842);
- «Beiträge zur Lehre von der Novation und Delegation» (Иена, 1850);
- «Das Recht der Kodicille» (в изд. Глюка «Erläuterung der Pandekten», Эрланген, 1851—53).

Современники высоко ценили его сочинения за их отсылку к практической юридической жизни.